# متپا

ساختار شیمیایی متپا (C9H18N3OP)

متپا (به انگلیسی: Metepa) یک ترکیب شیمیایی با شناسه پاب‌کم ۶۰۹۷۶ است. شکل ظاهری این ترکیب، مایع بی‌رنگ است.